# Insulină glulizină
Insulina glulizină (cu denumirea comercială Apidra) este un analog de insulină umană cu acțiune rapidă, fiind utilizată în tratamentul diabetului zaharat. Căile de administrare disponibile sunt intravenoasă și subcutanată.

## Utilizări medicale
Insulina glulizină este utilizată în tratamentul diabetului zaharat de tip 1 sau a de tip 2 (non-insulino-dependent), în tratament de lungă durată. Această insulină prezintă o acțiune rapidă.

## Reacții adverse
Toate insulinele și analogii de insulină injectabilă pot produce hipoglicemie și reacții la locul injectării (durere, edeme, lipodistrofie).